# Физико-технический институт НПО «Физика-Солнце» АН Узбекистана
Фи́зико-техни́ческий институ́т НПО «Фи́зика-Со́лнце» АН РУз — научно-исследовательский институт в системе Академии наук Республики Узбекистан, занимающийся исследованиями физического профиля как в области фундаментальной науки, так и разработкой высокоэффективных технологий в области использования возобновляемых источников энергии, гелиоматериаловедения, приборостроения, а также подготовкой высококвалифицированных научных кадров.
В институте работают 2 академика, 20 докторов наук и свыше 40 кандидатов наук. В институте функционируют два Специализированных совета по защите докторских диссертаций.

## История института
Физико-технический институт (ФТИ) в Ташкенте был организован 4 ноября 1943 года на базе Физико-Технической Лаборатории, существовавшей в Ташкенте с 1940 года. Стал первым научно-исследовательским институтом физического профиля в Средней Азии. С 1943 по 1945 годы обязанности директора ФТИ временно исполнял (по совместительству) С. С. Васильев — доцент и зав. кафедрой экспериментальной физики САГУ.
В момент образования института в его состав входили лаборатория фотоэффекта, лаборатория термоионной эмиссии, лаборатория физико-химического контроля и анализа и лаборатория радиоактивных явлений.
В 1948 году С. А. Азимовым в институте была основана лаборатория космических лучей, положившая начало работ в области физики высоких энергий в Узбекистане.
В институте работали (некоторые работают и в нынешнее время) выдающиеся учёные и организаторы науки: С. В. Стародубцев, Г. Н. Шуппе, У. А. Арифов, Э. И. Адирович, Б. С. Юлдашев, С. У. Умаров, С. А. Азимов, Г. Я. Умаров, К. Г. Гуламов,П. М. Карагеоргий-Алкалаев, Т. С. Юлдашбаев, А. М. Абдуллаев, В. М. Чудаков, Косим Олимов, А. В. Каримов, Р. Р. Авезов, основавшие новые направления физической науки в Узбекистане и воспитавшие немало талантливых учёных-физиков, работающих в настоящее время в университетах и лабораториях Узбекистана, России, США и многих других странах на всех континентах.

## Формирование новых научных учреждений на основе научных подразделений и кадров ФТИ
На базе подразделений ФТИ были созданы:
- В 1956 году Институт ядерной физики.
- В 1967 году Институт электроники.
- В 1986 году на базе института было организовано Научно-производственное объединение «Физика-Солнце».
- В 1987 году на основе научно-технических разработок института под руководством академика С. А. Азимова введен в эксплуатацию уникальный оптико-зеркальный комплекс с Большой солнечной печью тепловой мощностью 1000 кВт.
- В 1993 году на базе оптико-зеркальный комплекса был создан Институт материаловедения, входящий в состав НПО «Физика-Солнце» АН РУз.
- При институте созданы малые предприятия «QURILISHGELIOSERVIS» и ООО «Керамика-Солнце», выпускающие различные тепловые и керамические изделия для нужд народного хозяйства Узбекистана.
- С 1948 г. при институте функционирует институтская библиотека

## Современный уровень исследований
ФТИ выполняет в настоящее время фундаментальные исследования и осуществляет научно-технические разработки по таким направлениям как физика высоких энергий, физика полупроводников, преобразование солнечной энергии, теория твердого тела.
Сотрудники института участвуют в крупных международных проектах, выполняют большое число совместных научных работ с зарубежными коллегами.
Институтом издаётся международный журнал «Гелиотехника».

## Институт материаловедения
Образован в 1993 году.
Целью образования института является интенсификация исследований взаимодействия концентрированного солнечного излучения с веществом и разработки новых передовых материалов, работающих в экстремальных условиях на основе местного сырья.
При институте имеется уникальный научный объект — Большая солнечная печь (БСП), мощностью 1000 кВт.
БСП представляет собой сложный оптико-механический комплекс с автоматической системой управления, состоящей из гелиостатного поля и параболоидного концентратора, формирующих в фокальной зоне концентратора (технологическая башня) лучистый стационарный поток высокой плотности.
Отражающая поверхность гелиостатного поля составляет 3022,5 м2, концентратора — 1840 м2.